# Карлинвил (Илиноис)
Карлинвил (енгл. Carlinville) град је у америчкој савезној држави Илиноис. По попису становништва из 2010. у њему је живело 5.917 становника.

## Демографија
Према попису становништва из 2010. у граду је живело 5.917 становника, што је 232 (4,1%) становника више него 2000. године.
| Група             | 2000.         | 2010.         |
| Белци             | 5.489 (96,6%) | 5.660 (95,7%) |
| Афроамериканци    | 85 (1,5%)     | 89 (1,5%)     |
| Азијати           | 15 (0,3%)     | 27 (0,5%)     |
| Хиспаноамериканци | 43 (0,8%)     | 64 (1,1%)     |
| Укупно            | 5.685         | 5.917         |